# Естебан Андрада
Естебан Андрада (ісп. Esteban Andrada; 26 січня 1991, Сан-Мартін, Мендоса) — аргентинський футболіст, воротар клубу «Монтеррей» та збірної Аргентини.

## Клубна кар'єра
Естебан Андрада починав займатися футболом в академії «Сан-Мартіна» в Мендосі. Починав грати нападником, але на вимогу свого батька Маріо Гільєрмо Андради перейшов на воротарську позицію. Після смерті батька в 2007 році, на вимогу матері перейшов до школи «Лануса».
7 лютого 2012 року Естебан Андрада дебютував за «Ланус», хоча до заявок на ігри почав потрапляти ще у 2010 році. У матчі 1/32 фіналу Кубка Аргентини 2011/12 проти «Баракас Сентраль» Андрада відіграв без пропущених голів усі 90 хвилин (0:0), але потім його команда поступилася в серії пенальті з рахунком 7:8. У чемпіонаті Аргентини дебютував 10 червня 2013 року у гостьовому матчі проти «Естудьянтеса». За рахунку 2:0 на користь господарів матч було перервано, і другий тайм команди дограли 19 червня. За цей час команди не зуміли забити голів один одному.
У 2014—2015 роках Естебан Андрада на правах оренди виступав за «Арсенал» із Саранді, де став гравцем основного складу. На той момент «Арсенал» був аутсайдером чемпіонату та пропускав багато голів, проте гра Андради переконала керівництво «Лануса» повернути свого вихованця у 2016 році.
Свого шансу Андрада дочекався лише у 2017 році — вже у другій половині сезону 2016/17 він став основним воротарем «Лануса» через травму Фернандо Монетті. Тренер Хорхе Альмірон мав можливість взяти в команду іншого воротаря, але зробив ставку на Андраду, який впевнено грав у товариських матчах. Окрім чемпіонату, Андрада впевнено грав у розіграші Кубка Лібертадорес, у якому «гранатові» вперше у своїй історії дійшли до півфіналу. Андрада відіграв без замін у всіх матчах міжнародної кампанії.
6 серпня 2018 року Естебан Андрада був куплений клубом «Бока Хуніорс» за 5 млн євро і провів свою першу гру в першому матчі 1/8 фіналу Кубка Лібертадорес з парагвайським «Лібертадом» (2:0). 2 травня 2019 року відбувся матч за Суперкубок Аргентини, в якому «Бока Хуніорс» зустрілася з «Росаріо Сентраль». Після нічиєї 0:0 в основний час, Андрада зіграв ключову роль у серії пенальті, відбивши шостий пенальті від Фабіана Рінаудо, і таким чином «Бока» здобула перемогу з рахунком 6:5 по пенальті, вперше в своїй історії вигравши змагання. Загалом провів за команду 93 матчі в усіх іграх, пропустивши 55 голів.
4 липня 2021 року перейшов у мексиканський «Монтеррей», уклавши чотирирічний контракт. Того ж року виграв з командою Лігу чемпіонів КОНКАКАФ, зігравши у тому числі у фінальному матчі проти «Америки» (1:0)..

## Виступи за збірні
2009 року почав виступати за молодіжну збірну Аргентини. У тому ж році посів із молодіжною збірною третє місце на турнірі в Тулоні. У 2011 році на молодіжному чемпіонаті Південної Америки, що пройшов у Перу, де допоміг своїй команді посісти третє місце та заробити путівку на чемпіонат світу. При цьому Андрада було визнано найкращим воротарем континентальної першості. На молодіжному чемпіонаті світу 2011 року він пропустив лише один гол у п'яти матчах, в тому числі не пропустивши жодного голу на груповому етапі. Єдиний раз, коли він пропустив, був у матчі проти Єгипту, коли Мохамед Салах реалізував пенальті у 1/8 фіналу, але аргентинці виграли ту гру 2:1. В чвертьфіналі проти Португалії (0:0) Андрада знову не пропустив, але аргентинці програли по пенальті.
На Панамериканських іграх 2011 року в Мексиці олімпійська збірна Аргентини із Андрадою дійшла до фіналу турніру, де «альбіселесте» поступилася господарям першості з мінімальним рахунком, а Естебан був вилучений на останній хвилині вирішальної гри.
26 березня 2019 року дебютував за національну збірну Аргентини в товариському матчі проти Марокко, вийшовши в стартовому складі. Влітку тренер Ліонель Скалоні включив Андраду на Кубок Америки 2019 року, але 14 червня був виключений зі складу через травму коліна. Його замінив Хуан Муссо. Загалом за збірну того року Андрада провів 4 гри, в тому числі на виграному Суперкласіко де лас Амерікас 2019 року.

## Титули та досягнення
- Чемпіон Аргентини (2): 2016, 2019/20
- Володар Кубка Професіональної ліги Аргентини з футболу: 2020
- Володар Суперкубка Аргентини (2): 2016, 2018
- Володар Південноамериканського кубка (1): 2013
- Переможець Ліги чемпіонів КОНКАКАФ: 2021
- Переможець Суперкласіко де лас Амерікас: 2019

### Індивідуальні
- Найкращий воротар молодіжного чемпіонату Південної Америки (1): 2013